# Manolo Badrena
Manolo Badrena (Santurce (Puerto Rico), maart 1952) is een Amerikaans percussionist en drummer. Hij verwierf bekendheid als percussionist bij de jazzrock-formatie Weather Report en speelde later bij het ensemble Zawinul Syndicate. 